# 日本銀行法
日本銀行法（にほんぎんこうほう、平成9年6月18日法律第89号）は、日本銀行が日本における中央銀行として、銀行券を発行するとともに、通貨および金融の調節を行うこと、また、銀行その他の金融機関の間で行われる資金決済の円滑の確保を図り、もって信用秩序の維持に資することに関する日本の法律である。
1997年（平成9年）6月18日に全部改正され公布され、1998年4月1日に施行された。所管官庁は、財務省（理財局国庫課）である。

## 構成
- 第一章　総則（第1条―第13条）
- 第二章　政策委員会（第14条―第20条）
- 第三章　役員及び職員（第21条―第32条）
- 第四章　業務（第33条―第45条）
- 第五章　日本銀行券（第46条―第49条）
- 第六章　会計（第50条―第53条）
- 第七章　国会に対する報告等（第54条・第55条）
- 第八章　違法行為等の是正等（第56条―第58条）
- 第九章　雑則（第59条―第62条）
- 第十章　罰則（第63条―第66条）
- 附則

## 沿革
日本銀行条例（明治15年太政官布告第32号）が1882年（明治15年）6月27日に公布され、同年10月10日に日本銀行が業務を開始した。
1942年（昭和17年）2月24日、第79回帝国議会の協賛並びに天皇裕仁の裁可により旧日本銀行法（昭和17年法律第67号）が公布された。1997年6月18日に全部改正されたのが、現行の日本銀行法（平成9年法律第89号）である。

## 1997年の改正
1997年の改正にて、独立性と透明性の向上が図られた。
改正前後の各節における項目を次のものとする。
1. 日銀法の目的・金融政策の理念
2. 金融政策の独立性の確保
3. 政策委員会の強化
4. 政策委員会の構成
5. 政策運営の透明性の確保
6. 政府の経済政策との整合性の確保
7. 役員及び職員の構成・任期等
8. 役員及び職員の身分・規律
9. 業務
10. 銀行券
11. 予算
12. 違法行為の是正等

### 改正前
1. 国家経済総力ノ適切ナル発揮ヲ図ル為国家ノ政策ニ即シ通貨ノ調節、金融ノ調整及信用制度ノ保持育成ニ任ズル
2. ・広範な業務命令権　・政府との意見の相違を理由に解任できるか不明確
3. 事実上、役員集会が決定
4. 総裁1　任命委員4（業界代表）　大蔵省1　経済企画庁1
5. 空欄
6. 政府代表委員制度
7. 総裁1副総裁1内閣任命5年　任命委員4内閣任命・両院同意4年　理事3以上大蔵大臣任命4年　監事2以上大蔵大臣任命3年　参与若干名大蔵大臣任命2年
8. 空欄
9. 空欄
10. 空欄
11. 大蔵大臣の認可
12. ・広範な業務命令権　・監督命令権と日銀監理官制度　・大蔵大臣の立入検査権

### 改正後
1. ・銀行券の発行　・通貨及び金融の調節　・資金決済の円滑の確保
2. ・広範な業務命令権の廃止　・政府との意見の相違による解任不可
3. 政策委員会の強化→ワンボード化
4. 総裁1　副総裁2　審議委員6（学識経験者）
5. ・議事要旨と議事録の公開　・年2回の業務報告書国会提出　・日銀総裁等の国会出席義務
6. ・政府からの出席2名議決権なし　・政府から議案提案や議決延期打診→採否は政策委員会
7. 総裁1副総裁2審議委員6内閣任命・両院合意5年　理事6以上大蔵大臣任命4年　監事3以上内閣任命4年　参与若干名大蔵大臣任命2年
8. ・行為制限と守秘義務　・給与支給基準および服務準則の作成公表の義務
9. 特有、国際金融業務、考査等の明確化
10. 発行限度、発行保証制度を廃止
11. ・認可対象を明確化　・大蔵大臣が認可しない場合、理由公表、日本銀行の大蔵大臣への意見も公表
12. ・法令等違反の是正の求め　・監事による監査

## 2010年代の政治活動
デフレ不況が長期化していた時期は国会では日銀の独立性が強すぎるためにデフレ対策ができていないことを問題視する勢力を中心に、日銀の目的にインフレターゲットや雇用安定化を明記すること及び一定条件の下で日銀正副総裁や審議委員を国会の議決で解任できるなど、日銀の独立性を制限する改正案が提出されている。2012年12月の自由民主党の政権復帰以降のいわゆるアベノミクスにおいて、日銀法改正は有力な方策として政治家、評論家に言及されている。